# موزه سفال (همدان)
موزه سفال در سال ۱۳۸۸ شمسی در خیابان شهدا ، خانه صمدی در شهر همدان افتتاح شده‌است. سازمان مؤسس این موزه اداره کل میراث فرهنگی، صنایع دستی و گردشگری استان همدان است. این موزه به سفال‌های جمع‌آوری شده در کاوش‌های سطح استان همدان اختصاص داده شده‌است.